# Ward Cheney
Pour les articles homonymes, voir Cheney (homonymie).
Ward Cheney (23 février 1813 à Manchester, Connecticut, États-Unis - 22 mars 1876) est un homme d'affaires américain. Il a été un pionnier dans la fabrication industrielle de tissus à base de soie.

## Biographie
Ward Cheney est le principal fondateur de la maison Cheney Brothers et en a été le gestionnaire le plus actif. Il a commencé à faire affaire dans les produits secs à Providence, Rhode Island avec son frère Charles. Quand Charles a déménagé en Ohio, Ward est retourné à Manchester pour y découvrir plusieurs de ses frères faisant la culture de mûriers chinois (Morus multicaulis). Leur succès incite Ward et ses frères Frank et Rush à lancer un élevage de vers à soie à Burlington, New Jersey. En 1838, lui et ses frères Ralph, Rush et Frank établissent une usine de fabrication de tissus à South Manchester, la Cheney Brothers.
La Cheney Brothers rencontre plusieurs obstacles qu'elle surmonte, mais la fabrication est suspendue après trois ou quatre ans d'exploitation. Elle est relancée en 1841 et l'entreprise devient une société par action dont Ward en est le président.
Les frères s'entendent bien et construisent graduellement une entreprise prospère qui détient des usines à South Manchester et à Hartford, employant jusqu'à 2 500 personnes. La qualité de leurs tissus de soie se compare avantageusement à celle des meilleurs fabricants européens. Ces tissus solides, de texture uniformes et de bonne finition sont relativement faciles à coudre à l'aide de machines à coudre. Par la suite, l'entreprise crée des fils de soie qui résistent aux tensions des métiers à tisser. Elle fabrique également des tissus colorés ou imprimés.
Sur le terrain de la ferme familiale, les frères ont établi un village pour les employés. Ce village comprenait des cottages, un hall élégant et un théâtre où des représentations étaient données ainsi que des services religieux le dimanche. Il comprenait aussi une école, une bibliothèque, des pensions de famille et des aires d'amusement. Les frères Cheney y vivaient également.
Ward Cheney était reconnu comme un homme généreux qui aidait les jeunes entrepreneurs à s'établir en affaires. Il a été président de la Silk Association of America.